# Episodi de I viaggiatori delle tenebre (terza stagione)
La terza stagione della serie televisiva I viaggiatori delle tenebre è stata trasmessa in anteprima negli Stati Uniti d'America dalla HBO tra il 15 settembre 1985 e il 22 aprile 1986.
| nº | Titolo originale  | Titolo italiano | Prima TV USA      | Prima TV Italia |
| -- | ----------------- | --------------- | ----------------- | --------------- |
| 1  | Nightshift        |                 | 15 settembre 1985 |                 |
| 2  | Out of the Night  |                 | 29 ottobre 1985   |                 |
| 3  | The Killer        |                 | 12 novembre 1985  |                 |
| 4  | W.G.O.D.          |                 | 26 novembre 1985  |                 |
| 5  | Man's Best Friend |                 | 10 dicembre 1985  |                 |
| 6  | Ghostwriter       |                 | 7 gennaio 1986    |                 |
| 7  | O.D. Feelin'      |                 | 28 gennaio 1986   |                 |
| 8  | Dead Man's Curve  |                 | 11 febbraio 1986  |                 |
| 9  | The Curse         |                 | 25 febbraio 1986  |                 |
| 10 | True Believer     |                 | 11 marzo 1986     |                 |
| 11 | Last Scene        |                 | 25 marzo 1986     |                 |
| 12 | Man of Her Dreams |                 | 8 aprile 1986     |                 |
| 13 | One Last Prayer   |                 | 22 aprile 1986    |                 |